# 野江
野江（のえ）は、大阪府大阪市城東区にある町名。現行行政地名は野江一丁目から野江四丁目。

## 地理
城東区の北西部に位置し、東の北側に成育、南側に中央、南に蒲生、北に都島区内代町、東は南から北に向かって都島区東野田町と都島中通と都島本通と接している。

## 世帯数と人口
2019年（平成31年）3月31日現在の世帯数と人口は以下の通りである。
| 丁目       | 世帯数    | 人口     |
| ---------- | --------- | -------- |
| 野江一丁目 | 1,914世帯 | 3,495人  |
| 野江二丁目 | 1,976世帯 | 3,306人  |
| 野江三丁目 | 1,848世帯 | 3,377人  |
| 野江四丁目 | 524世帯   | 1,012人  |
| 計         | 6,262世帯 | 11,190人 |

### 人口の変遷
国勢調査による人口の推移。
| 1995年（平成7年）  | 9,553人  | [ 5 ] |  |
| 2000年（平成12年） | 9,956人  | [ 6 ] |  |
| 2005年（平成17年） | 10,067人 | [ 7 ] |  |
| 2010年（平成22年） | 10,240人 | [ 8 ] |  |
| 2015年（平成27年） | 10,151人 | [ 9 ] |  |

### 世帯数の変遷
国勢調査による世帯数の推移。
| 1995年（平成7年）  | 4,548世帯 | [ 5 ] |  |
| 2000年（平成12年） | 4,827世帯 | [ 6 ] |  |
| 2005年（平成17年） | 5,039世帯 | [ 7 ] |  |
| 2010年（平成22年） | 5,452世帯 | [ 8 ] |  |
| 2015年（平成27年） | 5,211世帯 | [ 9 ] |  |

## 学区
市立小・中学校に通う場合、学区は以下の通りとなる。なお、小学校・中学校入学時に学校選択制度を導入しており、通学区域以外に城東区の小学校・中学校から選択することも可能。
| 丁目       | 番   | 小学校             | 中学校             |
| ---------- | ---- | ------------------ | ------------------ |
| 野江一丁目 | 全域 | 大阪市立榎並小学校 | 大阪市立蒲生中学校 |
| 野江二丁目 | 全域 | 大阪市立榎並小学校 | 大阪市立蒲生中学校 |
| 野江三丁目 | 全域 | 大阪市立榎並小学校 | 大阪市立蒲生中学校 |
| 野江四丁目 | 全域 | 大阪市立榎並小学校 | 大阪市立蒲生中学校 |

## 事業所
2016年（平成28年）現在の経済センサス調査による事業所数と従業員数は以下の通りである。
| 丁目       | 事業所数  | 従業員数 |
| ---------- | --------- | -------- |
| 野江一丁目 | 51事業所  | 725人    |
| 野江二丁目 | 51事業所  | 517人    |
| 野江三丁目 | 87事業所  | 489人    |
| 野江四丁目 | 53事業所  | 273人    |
| 計         | 242事業所 | 2,004人  |

## 交通

### 鉄道
- 西日本旅客鉄道
  - おおさか東線 JR野江駅
- 大阪市高速電気軌道
  - 谷町線 野江内代駅（所在地は都島区内代町1丁目であるが、出入口の一部は野江にある）

なお、京阪電気鉄道京阪本線の野江駅は、城東区成育3丁目にある。

### 道路
- 都島通

## 施設
- 開明中学校・高等学校
- 大阪市立榎並小学校
- 城東警察署 野江交番
- 城東野江郵便局
- りそな銀行 野江支店

## その他

### 日本郵便
- 〒536-0006[3]（集配局：大阪城東郵便局[13]）